# 亞洲基督教高等教育聯合董事會
亞洲基督教高等教育聯合董事會（簡稱“亞聯董”或“聯董會”）是美國紐約州的一家聯邦法律下非營利性組織，與亞洲15個國家與地區的教會大學合作。 2002/03財年（截止到2003年6月30日），UBCHEA用於撥款和管理費的總支出約为為8百萬美元。其中约6百萬美元来自该該機構的本金。其他資金来自私人捐款、私人基金會的撥款和美國政府的撥款。

## 歷史
中國早期的教會大學由各國來華教會獨立創辦，規模與教學水平受到教會能力的制约。隨着民國初年，國民教育特别是高教教育逐漸的發展，1917年教會學生佔全國在校生3.8%，教會大學生占全國大學在校生的6.0%。1921年4月9日，北洋政府教育部頒布的《教會中等學校立案辦法六條》規定：“4 關於學科内容與教授方法，不得含有傳教性質；對於校内學生，不論信教與否，應予以同等待遇。”。基督教教育面臨着被公立教育淹没的危險。五四運動中是否允許教會學生参加學潮，校方管理階層莫衷一是。依賴教會資助的教會大學辦學模式，承受了越来越大的經濟壓力，聯合辦學成為出路。1922年美國巴敦中國教育調查團（China Educational Commission)建議把中國一分為六，每個區域整合為一所教會大學的方案。但除了1928年整合成的華中大學，其他地區未見成效。但各美國教會大學的董事會、理事會的整合却順利很多。
1922年中國的三所基督教大學在纽約市根據各來華教會的協調機構”北美海外宣教會議咨詢委員會”（Committee of Reference and Council of the Foreign Missions Conference of North America）决定成立「中國基督教大學聯合辦公室」（Central Office of the China Union Universities）以協調中國的若干所教會大學的採購工作與財務工作。1925年10月，中國基督教高等教育協作與籌款常設委員會（Permanent Committee for the Coordination and Promotion of Christian Higher Education in China）成立。1928年改稱為中國基督教大學委員會（Commitee on Christian Colleges in China）。1932年中國基督教大學委員會把10所教會大學董事會組織成「中國基督教大學校董聯合會」（Associated Boards for Christian Colleges in China, ABCCC）。1938年1月，躲避戰亂於上海公共租界的七所教會大學在「中國基督教大學校董聯合會」決定下“七校聯合辦學”：金陵大學、金陵女子文理學院、之江大學、聖約翰大學、滬江大學、東吳大學、上海基督教女子醫學院。
1945年5月18日改稱「中國基督教大學聯合董事會」（United Boards of Christian Colleges in China, UBCCC）。1949年，“聯合董事会”管理著與中國13教會大學：
- 福建協和大學
- 金陵女子大學
- 之江大學
- 華中大學
- 華南女子文理學院
- 嶺南大學
- 金陵大學
- 聖約翰大學
- 滬江大學
- 齊鲁大學
- 東吳大學
- 華西協合大學
- 燕京大學

1951年被迫中斷與與中國境内連繫。該組織把工作重心用於創建臺灣東海大學与香港崇基學院。並資助創建日本國際基督教大學、南韓延世大學、菲律賓西利曼大學。七十年代開始，開始在泰國、印度尼西亞、印度與其他國家活動，並改為現名亞洲基督教高等教育聯合董事會。1980年 亞洲基督教高等教育聯合董事會（UBCHEA）應邀恢復了在中國的工作。 1990年代進入越南、寮國、柬埔寨、緬甸活動。2000年進入東帝汶、澳門、斯里蘭卡等國，展開工作。